# Premierzy Kanady
Premier Kanady – osoba stojąca na czele rządu federalnego Kanady. Premierem Kanady zostaje szef partii politycznej, która ma większość w Izbie Gmin Parlamentu Kanady.
Premier Kanady ma bardzo szerokie uprawnienia polityczne i administracyjne. Gdy premier traci zaufanie swej partii, zwykle w związku z utratą popularności wśród wyborców lub rażących błędów politycznych, partia rządząca, zgodnie ze swym statutem, wybiera nowego przewodniczącego, który automatycznie zastępuje poprzedniego premiera na jego stanowisku. Taka sytuacja nastąpiła, gdy w 1993 Kim Campbell zastąpiła niepopularnego Briana Mulroney, co jednak nie uratowało Progresywno-Konserwatywnej Partii Kanady od klęski w kolejnych wyborach. Podobna sytuacja miała miejsce w 2003, kiedy Paul Martin zastąpił przechodzącego na emeryturę Jeana Chrétiena a także w 2025, kiedy Mark Carney zastąpił Justina Trudeau.

## Chronologiczna lista premierów Kanady
| Osoba | Osoba   | Osoba                                   | Kadencja             | Kadencja             | Partia polityczna                         |
| #     | Portret | Imię i nazwisko                         | Od                   | Do                   | Partia polityczna                         |
| ----- | ------- | --------------------------------------- | -------------------- | -------------------- | ----------------------------------------- |
| 1     |         | John A. Macdonald (1815–1891)           | 1 lipca 1867         | 5 listopada 1873     | Partia Liberalno-Konserwatywna            |
| 2     |         | Alexander Mackenzie (1822–1892)         | 7 listopada 1873     | 8 października 1878  | Liberalna Partia Kanady                   |
| (1)   |         | John A. Macdonald (1815–1891)           | 17 października 1878 | 6 czerwca 1891       | Partia Konserwatywna                      |
| 3     |         | John Abbott (1821–1893)                 | 16 czerwca 1891      | 24 listopada 1892    | Partia Konserwatywna                      |
| 4     |         | John Thompson (1845–1894)               | 5 grudnia 1892       | 12 grudnia 1894      | Partia Konserwatywna                      |
| 5     |         | Mackenzie Bowell (1824–1917)            | 12 grudnia 1894      | 27 kwietnia 1896     | Partia Konserwatywna                      |
| 6     |         | Charles Tupper (1821–1915)              | 1 maja 1896          | 8 lipca 1896         | Partia Konserwatywna                      |
| 7     |         | Wilfrid Laurier (1841–1919)             | 11 lipca 1896        | 6 października 1911  | Liberalna Partia Kanady                   |
| 8     |         | Robert Borden (1854–1937)               | 10 października 1911 | 10 lipca 1920        | Partia Konserwatywna\Partia Unionistyczna |
| 9     |         | Arthur Meighen (1874–1960)              | 10 lipca 1920        | 29 grudnia 1921      | Narodowa Partia Liberalno-Konserwatywna   |
| 10    |         | William Lyon Mackenzie King (1874–1950) | 29 grudnia 1921      | 28 czerwca 1926      | Liberalna Partia Kanady                   |
| (9)   |         | Arthur Meighen (1874–1960)              | 29 czerwca 1926      | 25 września 1926     | Partia Konserwatywna                      |
| (10)  |         | William Lyon Mackenzie King (1874–1950) | 25 września 1926     | 7 sierpnia 1930      | Liberalna Partia Kanady                   |
| 11    |         | Richard Bedford Bennett (1870–1947)     | 7 sierpnia 1930      | 23 października 1935 | Partia Konserwatywna                      |
| (10)  |         | William Lyon Mackenzie King (1874–1950) | 23 października 1935 | 15 listopada 1948    | Liberalna Partia Kanady                   |
| 12    |         | Louis St. Laurent (1882–1973)           | 15 listopada 1948    | 21 czerwca 1957      | Liberalna Partia Kanady                   |
| 13    |         | John Diefenbaker (1895–1979)            | 21 czerwca 1957      | 22 kwietnia 1963     | Progresywno-Konserwatywna Partia Kanady   |
| 14    |         | Lester Pearson (1897–1972)              | 22 kwietnia 1963     | 20 kwietnia 1968     | Liberalna Partia Kanady                   |
| 15    |         | Pierre Trudeau (1919–2000)              | 20 kwietnia 1968     | 3 czerwca 1979       | Liberalna Partia Kanady                   |
| 16    |         | Joe Clark (1939–)                       | 4 czerwca 1979       | 2 marca 1980         | Progresywno-Konserwatywna Partia Kanady   |
| (15)  |         | Pierre Trudeau (1919–2000)              | 3 marca 1980         | 30 czerwca 1984      | Liberalna Partia Kanady                   |
| 17    |         | John Turner (1929–2020)                 | 30 czerwca 1984      | 17 września 1984     | Liberalna Partia Kanady                   |
| 18    |         | Brian Mulroney (1939–2024)              | 17 września 1984     | 25 czerwca 1993      | Progresywno-Konserwatywna Partia Kanady   |
| 19    |         | Kim Campbell (1947–)                    | 25 czerwca 1993      | 4 listopada 1993     | Progresywno-Konserwatywna Partia Kanady   |
| 20    |         | Jean Chrétien (1934–)                   | 4 listopada 1993     | 12 grudnia 2003      | Liberalna Partia Kanady                   |
| 21    |         | Paul Martin (1938–)                     | 12 grudnia 2003      | 6 lutego 2006        | Liberalna Partia Kanady                   |
| 22    |         | Stephen Harper (1959–)                  | 6 lutego 2006        | 4 listopada 2015     | Partia Konserwatywna                      |
| 23    |         | Justin Trudeau (1971–)                  | 4 listopada 2015     | 14 marca 2025        | Liberalna Partia Kanady                   |
| 24    |         | Mark Carney (1965–)                     | 14 marca 2025        | nadal                | Liberalna Partia Kanady                   |